# Louis-François Roux
Pour les articles homonymes, voir Roux.
Louis-François Roux, né le 28 septembre 1838 à Valence et mort dans la même commune le 7 avril 1921 , est un architecte français.

## Biographie
Louis-François Roux étudie à l'école des beaux-arts de Lyon puis entre en 1862 à l'école des beaux-arts de Paris, atelier Questel.

## Réalisations
Il réalise les travaux d'architecture suivants :
- pavillon des cachemires lors de l'Exposition universelle de 1867 ;
- skating-Rink du faubourg Saint-Honoré en 1875 ;
- hôtel au 56, avenue de l'Alma à Paris, de 1879 à 1881 ;
- construction d'une partie de la ferme du château de Beauvoir, de 1882 à 1888 ;
- grands chaix et usine à Beaucaire, de 1885 à 1886 ;
- agrandissement du château du Weez, de 1893 à 1895.

## Distinctions
Il est membre de la société académique d'architecture de Lyon le 5 juin 1890, chevalier de la Légion d'honneur le 1er août 1894